# Säkerhetscykel

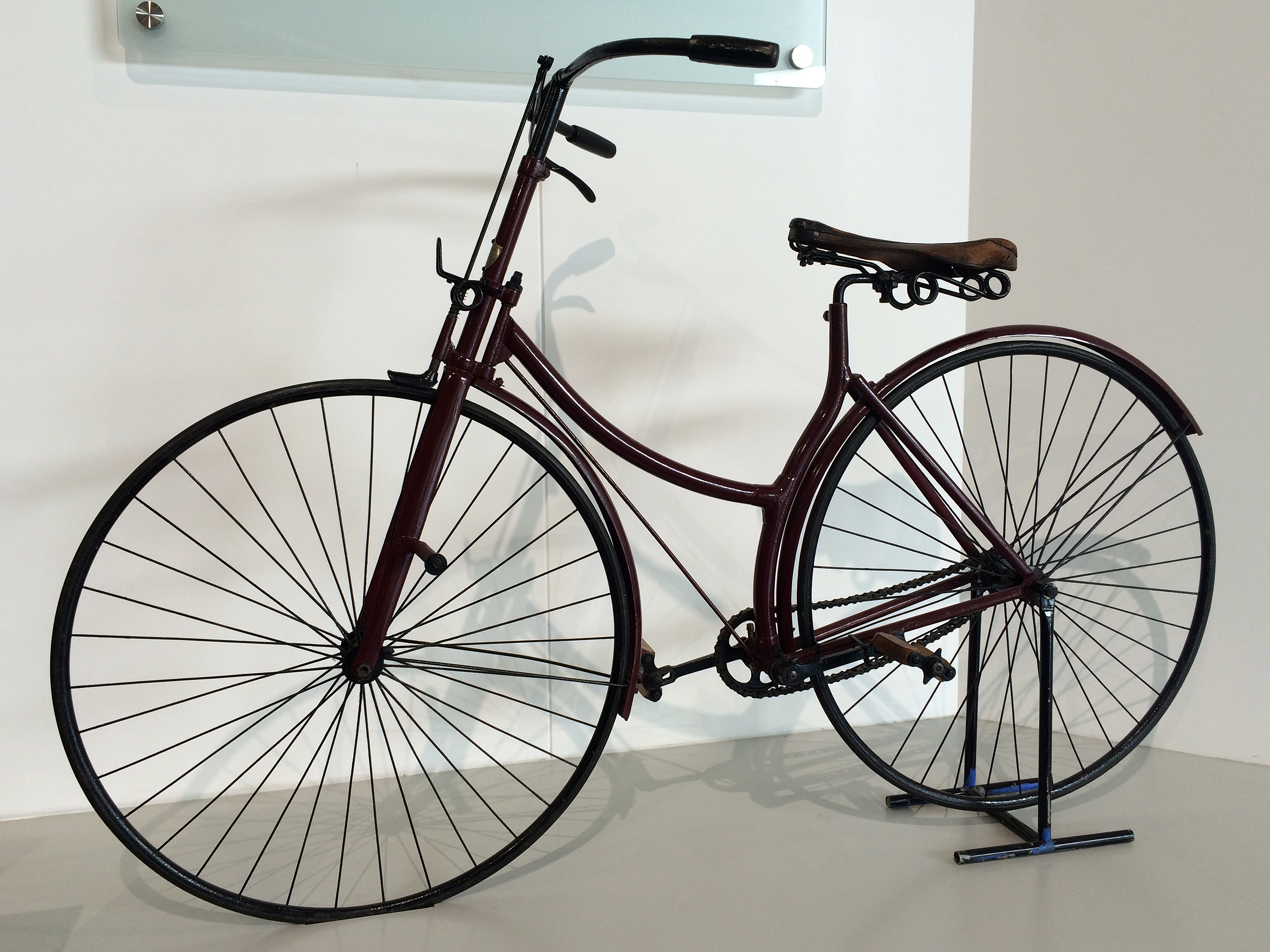
Säkerhetscykeln Starley "Rover" Safety Cycle från 1886 på British Motor Museum i Gaydon i Warwickshire i Stobritannien

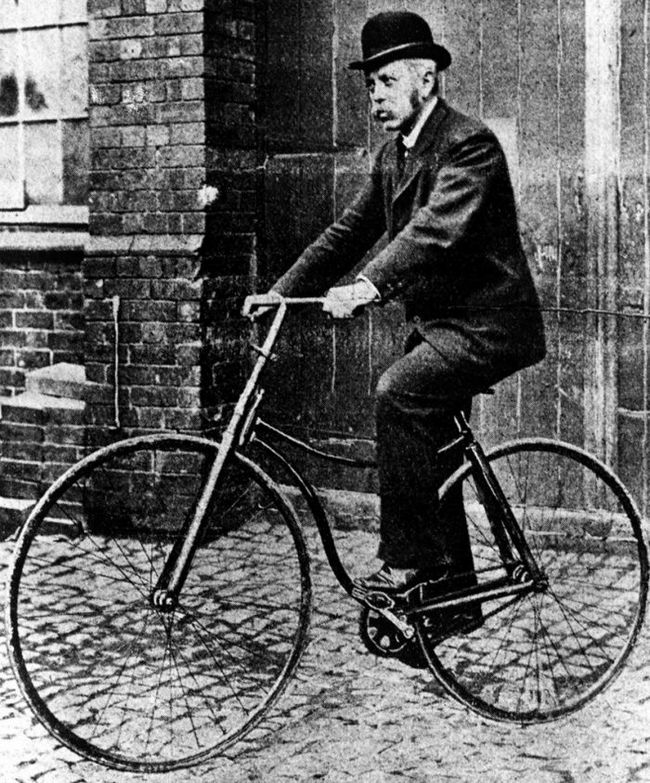
John Kemp Starley på en Starley Rover, före 1901

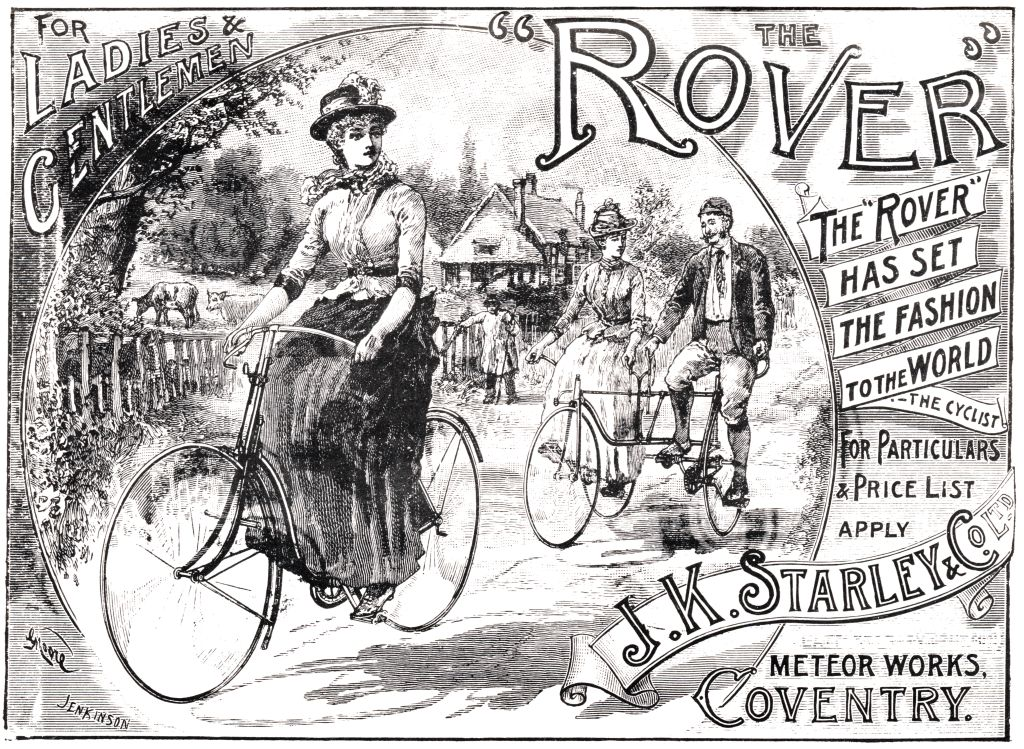
Annons, 1890-talet

Säkerhetscykeln är benämningen på den cykeltyp, som efterträdde höghjulingen på 1880-talet.
Höghjulingen utvecklades från benskakaren. De var bägge av samma konstruktion med direktverkande rundtrampande pedaler på framhjulet, men höghjulingens större framhjul, med en upphöjd sittställning, gjorde dem betydligt farligare och ledde till större skador vid omkullkörning. Höghjulingarna fick därför ingen massanvändning, utan blev fordon för orädda och vältränade män. Å andra sidan kunde man hålla en högre hastighet på en höghjuling eftersom hjuldiametern var ungerfär dubbelt så stor, vilket gjorde att man kom ungefär dubbelt så långt på ett trampvarv. Dessutom var färden mjukare på en höghjuling på grund av dels att den mindre radien gjorde att färden inte ryste lika mycket i höjdled (ju mindre hjul, desto djupare sjunker det i håligheterna på vägen), och dels att det det större hjulet fungerade som en mjukare fjäder än ett mindre hjul och därmed gav en mer "angenäm" dämpning.
Den första cykeln att benämnas säkerhetscykel konstruerades av den brittiska ingenjören Henry Lawson 1876. Dess ryttare hade fötterna nära marken och pedalerna drev bakhjulet och avlägsnade därmed fötterna från framhjulet. Den ursprungliga modellen använde sig av vertikaltrampor och stänger för att överföra pedalkraften till bakhjulet, medan senare modeller från 1879 hade kedjedrift. Lawsons säkerhetscykel slog dock inte an, kanske på grund av att den var dyrare, tyngre och mer komplicerad än höghjulingen.
John Kemp Starley började 1885 tillverka säkerhetscykeln Rover, som var bakhjulsdriven och hade kedja från trampor mellan de jämstora hjulen. Den var mycket stabilare är de tidigare höghjulingarna.
 En annan mycket avgörande faktor var att kedjedriften gjorde att man kunde ha olika stora drev och därmed få en utväxling som kompenserade för det mindre drivhjulet.
Overman Wheel Company var den första tillverkaren av säkerhetscyklar i USA. Overman började sälja en sådan i slutet av 1887. Overman tillverkade sina cyklar helt i stål utan gjutgodsdetaljer.
Säkerhetscykeln innebar en stor förbättring jämfört med höghjulingen, även om de mindre hjulen ledde till en bumpigare gång. Efter det att cykeldäck med luftslang hade uppfunnits 1888, upphävdes denna nackdel för mindre hjul. Med sin tyngdpunkt lågt och mellan hjulen minskade säkerhetscykeln väsentligt risken för vurpor framåt över styrstången (och om så ändå skulle ske, var det från en lägre höjd, men också med en lägre fart framåt).

## Säkerhetscykeln i Sverige
I Sverige började Per Froms mekaniska verkstad 1887 tillverka säkerhetscyklar.
Sveacykeln konstruerades av bröderna Fredrik och Birger Ljungström på 1890-talet. Den hade fem tryckluftsreglerade växellägen och två bromsar. Tillverkningen pågick till omkring 1905.

## Bildgalleri

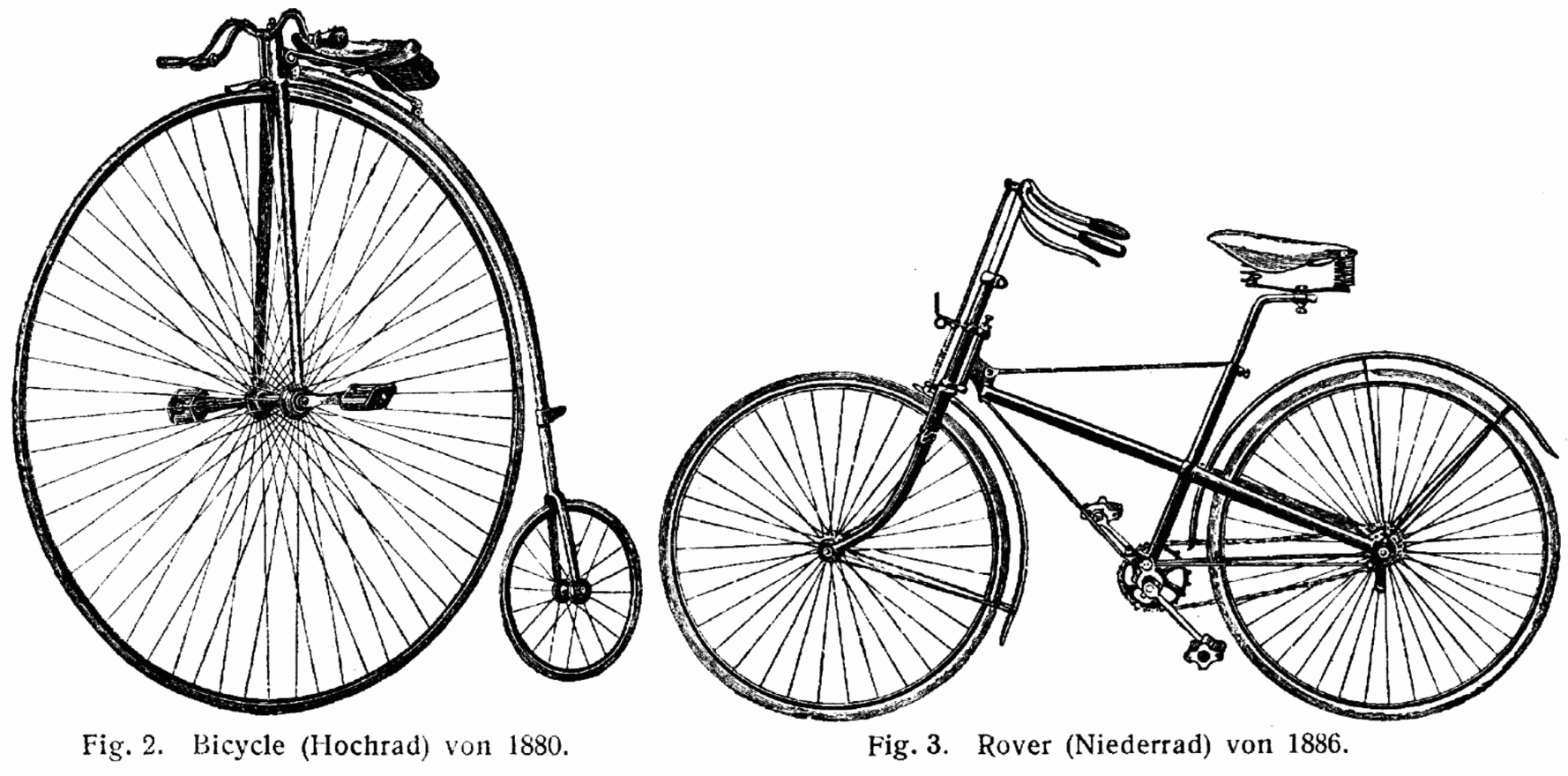
Jämförelse mellan höghjuling och säkerhetscykel
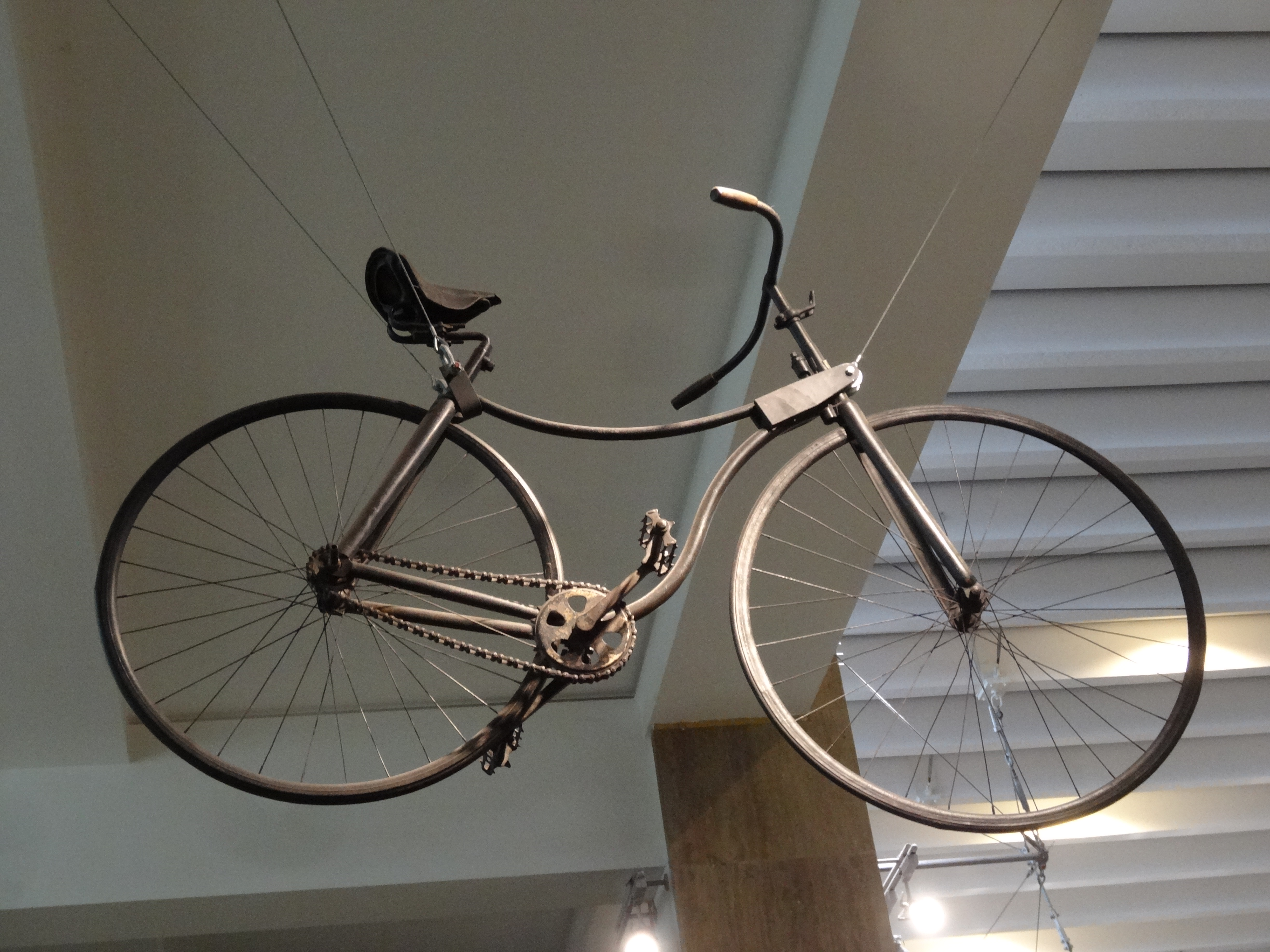
En Rover från 1885 i London Science Museum
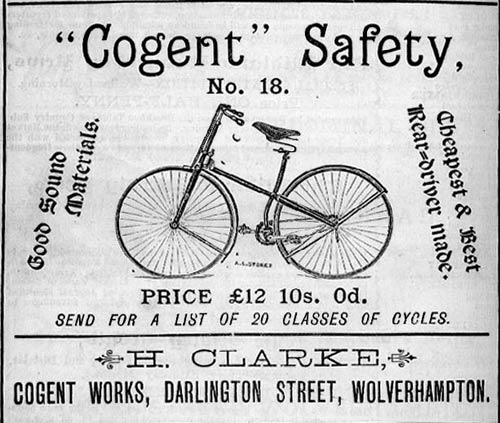
Annons 1887
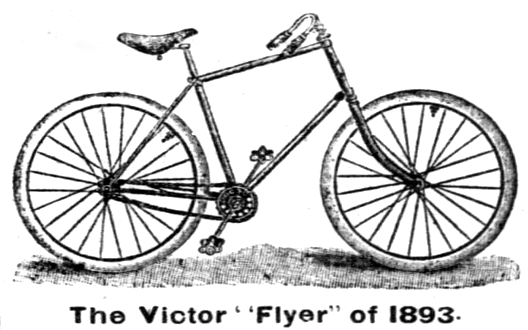
Overman Victor bicycle, 1893